# 竹下佳江
竹下 佳江（たけした よしえ、現姓：江草、1978年3月18日 - ）は、日本の元女子プロバレーボール選手。プレミアリーグ・JTマーヴェラスに所属していた。夫は元プロ野球選手の江草仁貴。マネジメント契約先はアミューズ。

## 来歴
福岡県北九州市門司区出身。3歳年の離れた姉の影響で小学校3年生よりバレーを始める。高校時代はチームでの全国大会の経験はないが、1995年、世界ユース選手権に出場し優勝を経験した。1996年、NECレッドロケッツに入団。1997年、全日本代表初選出。同年開催のワールドグランドチャンピオンズカップでは、正セッターの大貫美奈子の控えとして出場した。
その後しばらく全日本代表から遠ざかったが、1999/2000Vリーグでは正セッターとしてNECの全勝優勝に貢献し、2000年の全日本代表に招集される。当時は大貫のセッター転向が頓挫し、1999年ワールドカップで正セッターを務めた板橋恵も不調だった為、葛和伸元監督は竹下を正セッターに抜擢してシドニーオリンピック世界最終予選に臨んだ。しかし日本は3勝4敗の6位で敗退し、日本女子バレー初となる五輪出場権を逃がす結果に終わったことから、敗因として「セッターが159cmの身長では世界を相手に通用しない」と竹下の低身長が槍玉にあげられ、激しいバッシングにさらされた。
2001年、ワールドグランドチャンピオンズカップに出場し銅メダルを獲得したものの、シドニーオリンピックの出場権を逃した責任を感じ続けていた竹下は、2002年4月、所属していたNECを退社し、一時期バレーボールから離れた。
退社後は地元の北九州に帰郷し、体力を活かして介護の仕事をしようと考え、ハローワークに通っていた。しかし、当時のJT監督一柳昇から、「一緒にVリーグ昇格、そして制覇という夢に挑戦してほしい。楽しいバレーをしよう」と再三の誘いを受けて、同年8月、当時V1リーグのJTマーヴェラスで復帰。その熱意に応えた竹下はチームをVリーグ昇格に導いた。
2003年に全日本に復帰し、2003年ワールドカップで最優秀敢闘賞受賞。翌2004年アテネオリンピックに出場し、5位入賞を果たす。
2004年5月20日、JTと現役日本人女子選手唯一（当時）のプロ選手契約を結んだ。マネジメントはスポーツビズが行っている。
2005年、全日本代表キャプテンに指名される。同年のワールドグランプリ2005から主将としてチームを牽引する。
2006年世界選手権では大会MVPを受賞した。
2007年1月27日、浜松市で行われたプレミアリーグのトヨタ車体戦でレシーブの際、リベロの菅山かおると接触、右手親指第1関節開放脱臼の怪我を負った。2月17日、途中出場で7試合ぶりにコートに復帰し、2月25日にスタメンに戻った。同年9月のアジア選手権で24年ぶりの優勝を果たした。
2008年4月、Vリーグ出場試合が232試合となり、2007年にリーグ40回大会を記念し創設された『Vリーグ特別表彰制度』の表彰基準を達成したため、長期活躍選手として特別表彰された。同年8月、北京オリンピックに出場。
2009年11月、グラチャンバレーからは、全日本のキャプテンを降り（後任は荒木）、コーチ兼任の選手となる。
2010年11月、世界選手権に出場し、銅メダルを獲得した。2010/11Vプレミアリーグでチーム史上初のリーグ優勝と第60回黒鷲旗大会で優勝し、2冠を達成した。
2011年11月のワールドカップに出場し4位となった。
2012年6月、ロンドンオリンピックの代表メンバーに選出され、自身3大会連続出場となった。大会直前の練習中に左手人差し指を負傷するアクシデントに見舞われたが、テーピングを巻いて出場し、ロサンゼルスオリンピック以来28年ぶりとなる銅メダルの獲得に貢献した。
同年9月28日、JTマーヴェラスは竹下が退団し、休養に入ることを発表した。
2013年5月、現役登録競技者として異例となる日本バレーボール協会理事に就任。その後、7月25日に現役を引退することを発表。今後は協会理事を務める傍ら、バレーボールの普及活動に力を入れる意向を明らかにしている。
2015年5月24日、第1子となる男児を出産。
2016年6月7日、兵庫県姫路市を拠点に発足したバレーボール女子チームヴィクトリーナ姫路の監督に就任。
2018年2月1日、第2子となる男児を出産。
2020年3月31日、ヴィクトリーナ姫路の監督を退任し、同時にチームの取締役球団副社長に就任したことが発表された。
2022年3月31日、全日本代表の監督付戦略アドバイザーに就任することを発表。

## 人物・エピソード
- ニックネームはテン。テンというニックネームの由来を本人は明かそうとはしていない。はるな愛から質問された際にも「高校の先輩から付けられた」と返していた。
- 自身の身長の低さが気にならない（それどころかレシーブが低くなった際などに低身長が活きてさえいる）トスさばき、高いレシーブ力、闘志あふれるプレーでチームを牽引している。
- チームメイトであった菅山かおるとは一番仲が良く、いつも一緒にいた。また、全日本でテン・シンコンビと言われた高橋みゆきとも15年来の付き合いであり、関係は深い。
- 海外で試合する際にDVDを持参するほどのお笑い（特に安田大サーカス）好きである。また、お笑い好きが高じて、ミサイルマンなどの若手芸人と交流。現在準レギュラーで出演中の『亀山つとむのかめ友 Sports Man Day』（MBSラジオ）でも、竹下やミサイルマンが登場する場合には、その交流が必ず話題になっている。
- フジテレビが命名した「世界最小・最強セッター」が話題となり、一時期小柄ながら大柄選手に引けをとらない活躍を見せるアスリートが「世界最小・最強○○」と呼ばれることが増えた。
- 2007年、JTの商品や活動内容を紹介する企業CMに男女バレーチームメイトと出演していた。女子ではほかに菅山と宝来麻紀子が出演しており、竹下はOL役で出演していた。
- 2007年12月から2010年12月まで、アシックスとバレーボール関連アドバイザリースタッフ契約を締結。
- 2008年10月4日、潮田玲子や岸川聖也ら他の北九州市ゆかりの北京オリンピック出場者とともに、北九州市特命大使の第1陣（スポーツ大使）に任命された。その際に撮られた集合写真が、市役所本館南入口横に、北九州市に贈られた他のスポーツ関連記念品とともに展示されている。
- 竹下の地元局がローカル版を作っているフジテレビジョン『ジャンクSPORTS』には、トークゲストとして出演したことが何度かあったが、2009年1月18日放送分では、恒例となっている浅尾美和・西堀健実組とのビーチバレー対決で、浜田雅功組の助っ人として参戦した。Vプレミアリーグシーズン中の忙しい日程の合間を縫って収録に参加した。
- 自身の肩書きについて「コーチ兼選手」と呼ばれる事に拒否反応を示している（「ジャンクSPORTS」内の証言より）。「選手兼コーチ」と強調もしていた。
- 2012年のロンドンオリンピックで銅メダルを獲得した直後に、プロ野球選手の江草仁貴との結婚の可能性があることが一部報道で判明[15]。この報道を受けて、竹下も江草と既に結婚していることを公表した[16]。

## 所属チーム
- 萩ヶ丘小学校
- 戸ノ上中学校
- 不知火女子高等学校（現・誠修高等学校）
- NECレッドロケッツ（1996-2002年）
- JTマーヴェラス（2002-2012年）

## 球歴
- 全日本代表 - 1997年、2000-2001年、2003-2012年
- 全日本代表としての主な国際大会出場歴
  - オリンピック - 2004年、2008年、2012年（銅メダル）
  - 世界選手権 - 2006、2010年（銅メダル）
  - ワールドカップ - 2003年、2007年、2011年

## 受賞歴
- 2000年 - 第6回Vリーグ ベスト6
- 2001年 - 第7回Vリーグ ベスト6
- 2001年 - 第50回黒鷲旗全日本バレーボール選手権大会 黒鷲賞、ベスト6賞
- 2003年 - 第52回黒鷲旗全日本バレーボール選手権大会　敢闘賞、ベスト6賞
- 2003年 - 第12回アジア選手権 ベストセッター賞
- 2003年 - ワールドカップ 最優秀敢闘賞
- 2004年 - 第10回Vリーグ ベスト6 レシーブ賞
- 2006年 - 世界選手権 ベストセッター賞・大会MVP
- 2007年 - 第56回黒鷲旗大会 敢闘賞、ベスト6
- 2008年 - 2007-08プレミアリーグ  Vリーグ栄誉賞
- 2008年 - ワールドグランプリ ベストセッター賞
- 2009年 - ワールドグランプリ ベストセッター賞
- 2009年 - ワールドグランドチャンピオンズカップ ベストセッター賞、トリノ国際 ベストセッター賞
- 2010年 - 2009-10プレミアリーグ ベスト6賞、第59回黒鷲旗大会敢闘賞・ベスト6賞、トリノ国際 ベストセッター賞
- 2011年 - 2010-11プレミアリーグ ベスト6賞、第60回黒鷲旗大会ベスト6賞
- 2011年 - 第16回バレーボールアジア選手権 ベストセッター賞
- 2011年 - ワールドカップ ベストセッター賞[17]

## 主な出演

### CM
- EMIミュージック・ジャパン「今井美樹ベストアルバム『Premium Ivory -The Best Songs Of All Time-』」（2015年）[18]

## 著書
- セッター思考（PHP新書） – 2015/6/16 ISBN 978-4569825342